# Mathenay
Mathenay é uma comuna francesa na região administrativa de Borgonha-Franco-Condado, no departamento de Jura. Estende-se por uma área de 3,54 km². Em 2010 a comuna tinha 144 habitantes (densidade: 40,7 hab./km²).